# Snøan Station
Snøan Station (Snøan stasjon) var en jernbanestation på Dovrebanen, der lå i Midtre Gauldal kommune i Norge.
Stationen åbnede 20 september 1921 sammen med den sidste del af banen mellem Dombås og Støren. Den blev nedgraderet til holdeplads 15. maj 1934, opgraderet til station igen i 1944 og nedgraderet til trinbræt 1. maj 1958. Betjeningen med persontog ophørte 30. maj 1965, og 1. februar 1971 blev stationen nedlagt.
Stationsbygningen blev opført efter tegninger af Jens Flor. Den var af den mindste type, der blev benyttet på den "oprindelige" Dovrebanen (strækningen over Dovre). Typen blev også benyttet på stationer som Fagerhaug, Engan, Driva og Garli. Bygningen i Snøan blev revet ned i 1973.